# Armenia (El Salvador)
Armenia é um município localizado no departamento de Sonsonate, em El Salvador.

## Transporte
O município de Armenia é servido pela seguinte rodovia:
- CA-08, que liga o município de Ahuachapán (Departamento de Ahuachapán) (e a Fronteira El Salvador-Guatemala, na cidade de Conguaco - rodovia CA-08 Guatemalteca) à cidade de Colón (Departamento de San Salvador)
- SON-03, SON-26, - que liga cantões do município
- SON-29  que liga a cidade ao município de Izalco [1]